# Hårlev Station
Hårlev Station er en dansk jernbanestation på Østbanen, der ligger i Hårlev i Stevns Kommune.
Indtil indførelsen af en ny køreplan 12. august 2012 blev de fleste tog fra Køge delt i Hårlev. Den forreste del fortsatte til Fakse Ladeplads, mens den bagerste del fortsatte til Rødvig.

## Galleri
- Wikimedia Commons har flere filer relateret til Hårlev Station

- Stationsterrænet set fra syd.
- Gammelt pakhus.
- Stationen set fra gadesiden
- punkt for deling og samling af tog.